# Shimadzu All Japan Indoor Tennis Championships 2005
Lo Shimadzu All Japan Indoor Tennis Championships 2005 è stato un torneo di tennis facente parte della categoria ATP Challenger Series nell'ambito dell'ATP Challenger Series 2005. Il torneo si è giocato a Kyoto in Giappone dal 7 al 13 marzo 2005 su campi in cemento indoor.

## Vincitori

### Singolare
Robin Vik ha battuto in finale  Pavel Šnobel con il punteggio di 6–4, 6–4

### Doppio
Pavel Šnobel /  Michal Tabara hanno battuto in finale  Joji Miyao /  Atsuo Ogawa con il punteggio di 6–2, 6(4)–7, 7–5